# Zubrovica
Zubrovica – potok, prawy dopływ rzeki Hron na Słowacji. Jest ciekiem 3 rzędu o długości 6 km. Wypływa na wysokości około 1625 m na wschodnich zboczach przełęczy Snehová jama w masywie Kráľova hoľa we wschodniej części Niżnych Tatr. Spływa początkowo w kierunku południowo-wschodnim, potem opływając szczyt Gregová zmienia kierunek na południowy. Opuszczając porośnięte lasem tereny Niżnych Tatr wypływa na Kotlinę Helpiańską, przepływa przez zabudowane tereny miejscowości Telgárt i na wysokości 845 m uchodzi do Hronu.
Górna część zlewni Zubrovicy znajduje się w obrębie lesistych obszarów Parku Narodowego Niżne Tatry, dolna to obszary pól uprawnych i zabudowań miejscowości Telgárt. Posiada jeden tylko, niewielki dopływ (prawy), uchodzący do Zubrovicy na zabudowanym terenie Telgártu.